# 保羅·科恩

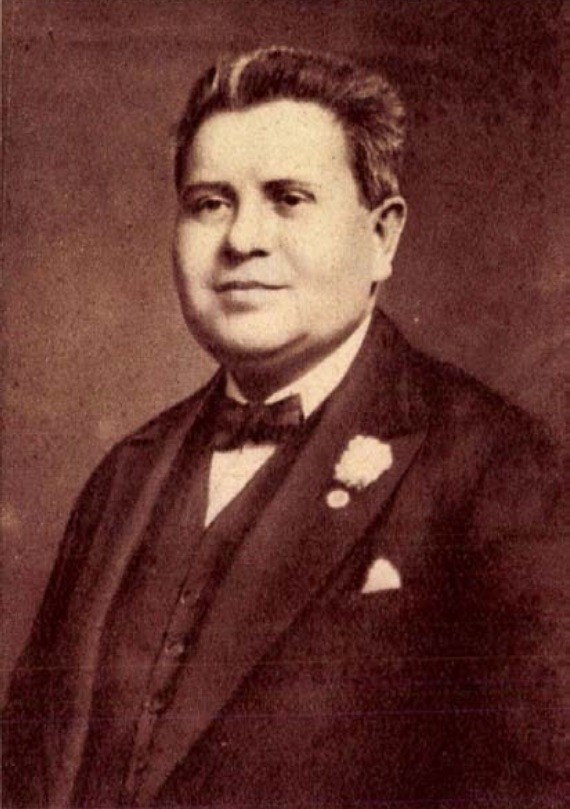

保羅·科恩（英語：Paul Kern，卒於1955年）是一名於1915年第一次世界大戰期間被俄軍擊中頭部的匈牙利士兵。擊中他腦部的子彈削去了部分額葉。這枚子彈並沒有殺死他，卻造成他從此無法入眠。

## 生平概要
當第一次世界大戰爆發時，保羅·科恩自願加入奧匈帝國陸軍，並被派去指揮一個突擊連隊。在該連隊服役期間，科恩因作戰表現傑出而獲頒一枚勳章。次年，他被轉調至另一支連隊，並在一次戰役中因獨立防守一處重要據點而受勳；當時他的同袍不是嚴重負傷，就是已在敵人炮火射擊之下陣亡。
保羅·科恩在一次戰役中遭俄軍擊中腦部，子彈削去他一部分的額葉；他隨後被送往位於利沃夫的醫院接受治療。不過，在利沃夫醒來後，他就再也沒有入睡過。羅蘭大學的心理及神經疾病教授恩斯特·佛雷曾治療過科恩，但卻無法找出造成他失眠的主因。
在負傷並退伍後，科恩搬至布達佩斯居住，並在政府的社會福利部門內工作。
一般相信科恩在負傷後繼續存活了40年；這段時間內他依然無法入睡。